# Anticimex
Anticimex är ett internationellt serviceföretag som grundades i Sverige 1934. Namnet kommer av det grekiska ordet Anti, som betyder Mot och det latinska ordet Cimex, som betyder vägglus, alltså mot vägglus. Företaget har omkring 10 000 anställda och finns i 21 länder. Anticimex arbetar inom områdena skadedjurskontroll, matsäkerhet, fuktkontroll, husbesiktningar och brandskydd.

## Historik
På 1930-talet var ungefär hälften av lägenheterna i Sverige angripna av vägglöss. Det gav anledning att starta ett företag som kunde bekämpa ohyran och 1934 startade familjeföretaget Anticimex. Företaget lämnade garanti för utfört arbete och en skylt sattes upp på de fastigheter som hade avtal med Garanti AB Anticimex. 1938 hade Anticimex tre avdelningskontor och 15 agenturer i Sverige. 
På 1970-talet etablerade sig Anticimex i Norge och under 2000-talet tillkom verksamhet i Danmark, Finland, Tyskland och Nederländerna. År 2013 förvärvades ISS Pest Control och i Australien och Nya Zeeland, används varumärket Flick 
I augusti 2016 etablerades verksamhet i USA genom förvärv av Bug Doctor, Viking Pest Control, American Pest och Modern Pest. Detta har under följande år följts upp av fler bolag längst östkusten och 2020 etablerade man sig även på västkusten med förvärvet av Pro Pacific i San Diego, Kalifornien.  
Efterhand som byggstandarden har förbättrats och bekymren med ohyra minskat, har Anticimex sökt nya marknader inom husbesiktning och försäljning av utrustning för avfuktning i byggnader. Anticimex bedriver även verksamhet inom livsmedelskontroll och brandskydd. Gemensamt för de olika verksamheterna är det förebyggande arbetet, vilket hjälper till att minska behovet av att använda både bekämpningsmedel och resurser för att åtgärda skador. 
På senare tid har företaget arbetat fram mer hållbara lösningar, inte minst vid bekämpning av skadedjur. Ett exempel är Anticimex Smart, vilket är fällor som tar möss och råttor helt utan användning av bekämpningsmedel. Ett annat exempel är Anticimex Fågelsäkring, som är ett sätt att skydda fastigheter och egendom mot fåglar enbart med hjälp av ljud och ljus.
Anticimex huvudägare är Investor-ägda EQT.
Det svenska huvudkontoret ligger på Årstaängsvägen 21B i Stockholm. Anticimex International AB har sitt kontor på Hälsingegatan 40 i Stockholm.

## Galleri

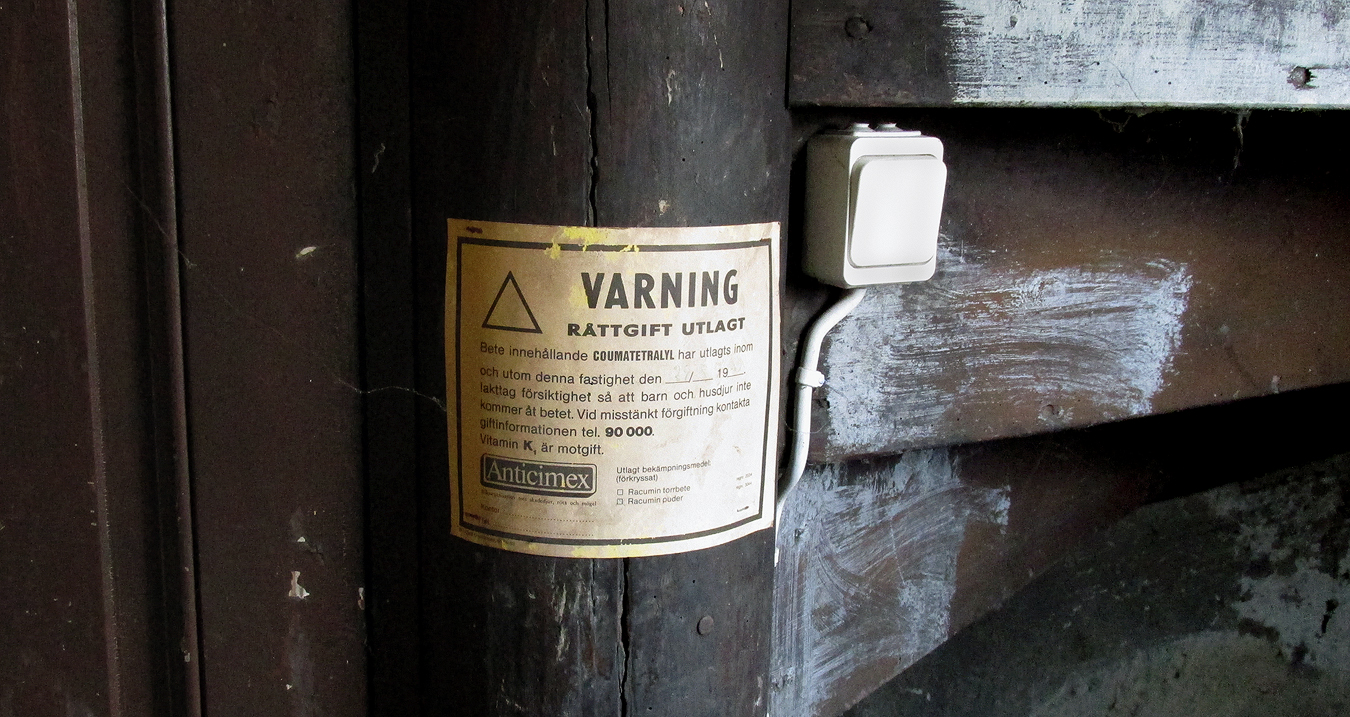
En gammal varningsskylt från Anticimex om utlagt råttgift 1989 i centrala Ystad.
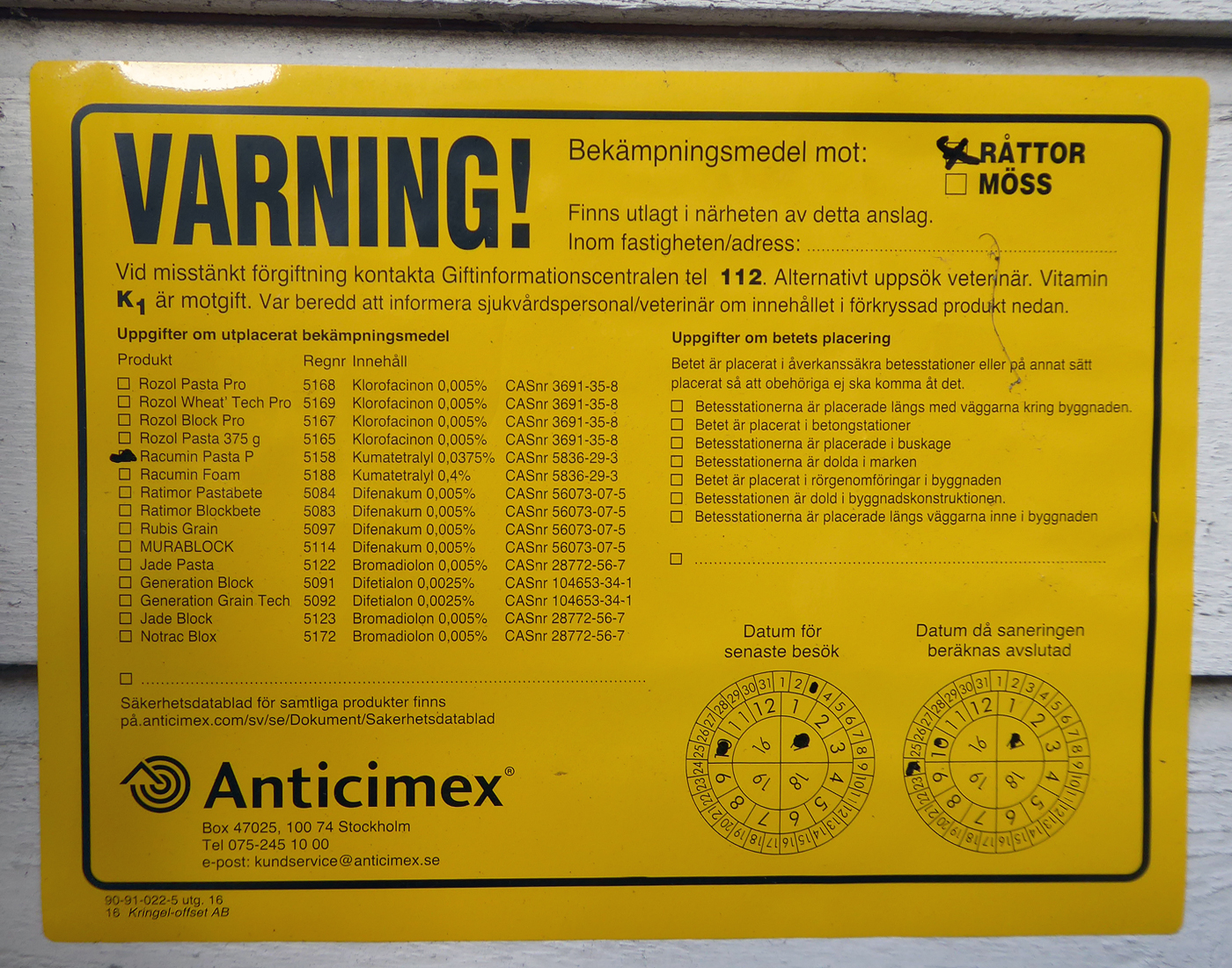
Varningsskylt för utlagt råttgift i centrala Ystad 2017.
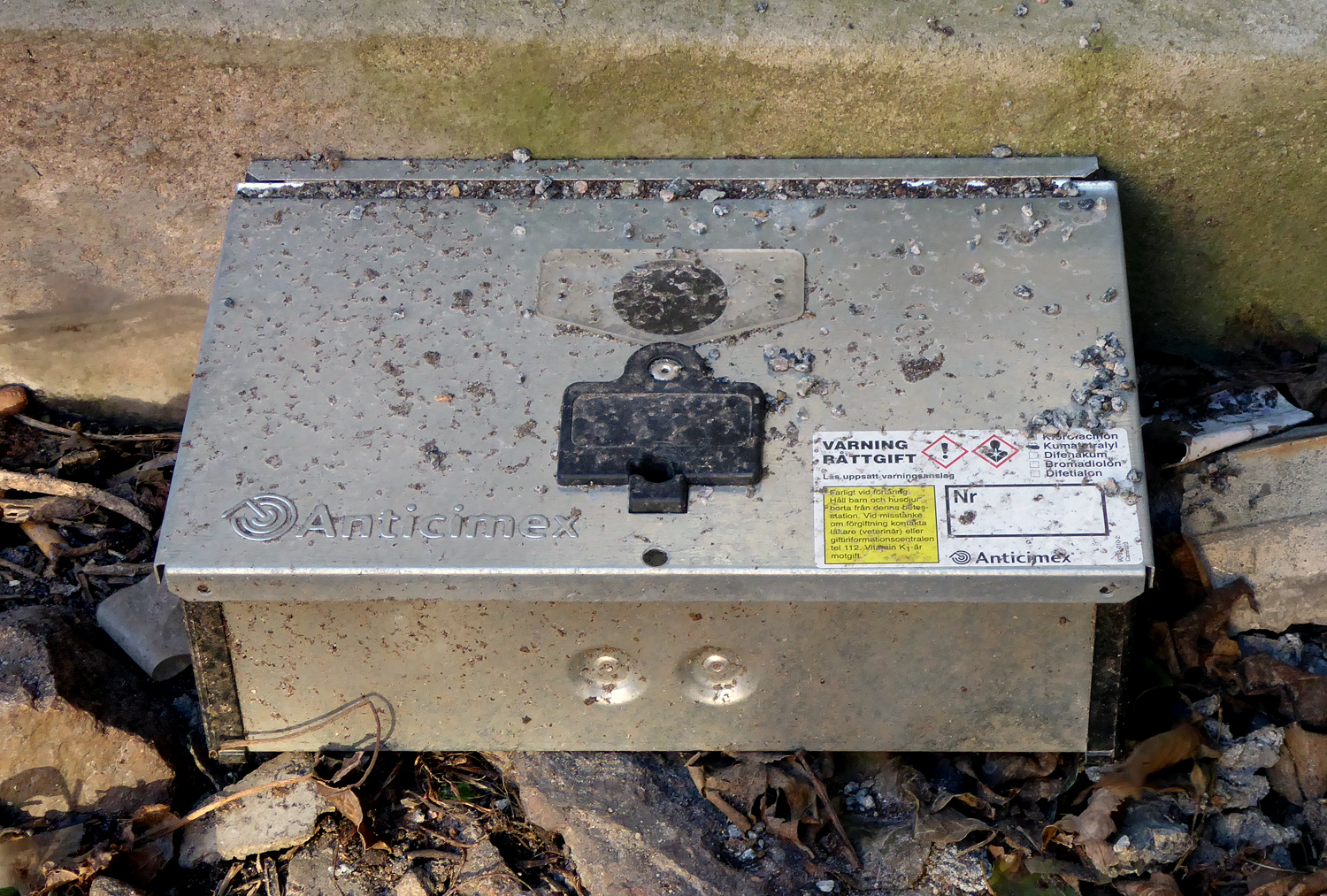
Låda innehållande råttgift på en gård i centrala Ystad 2018.
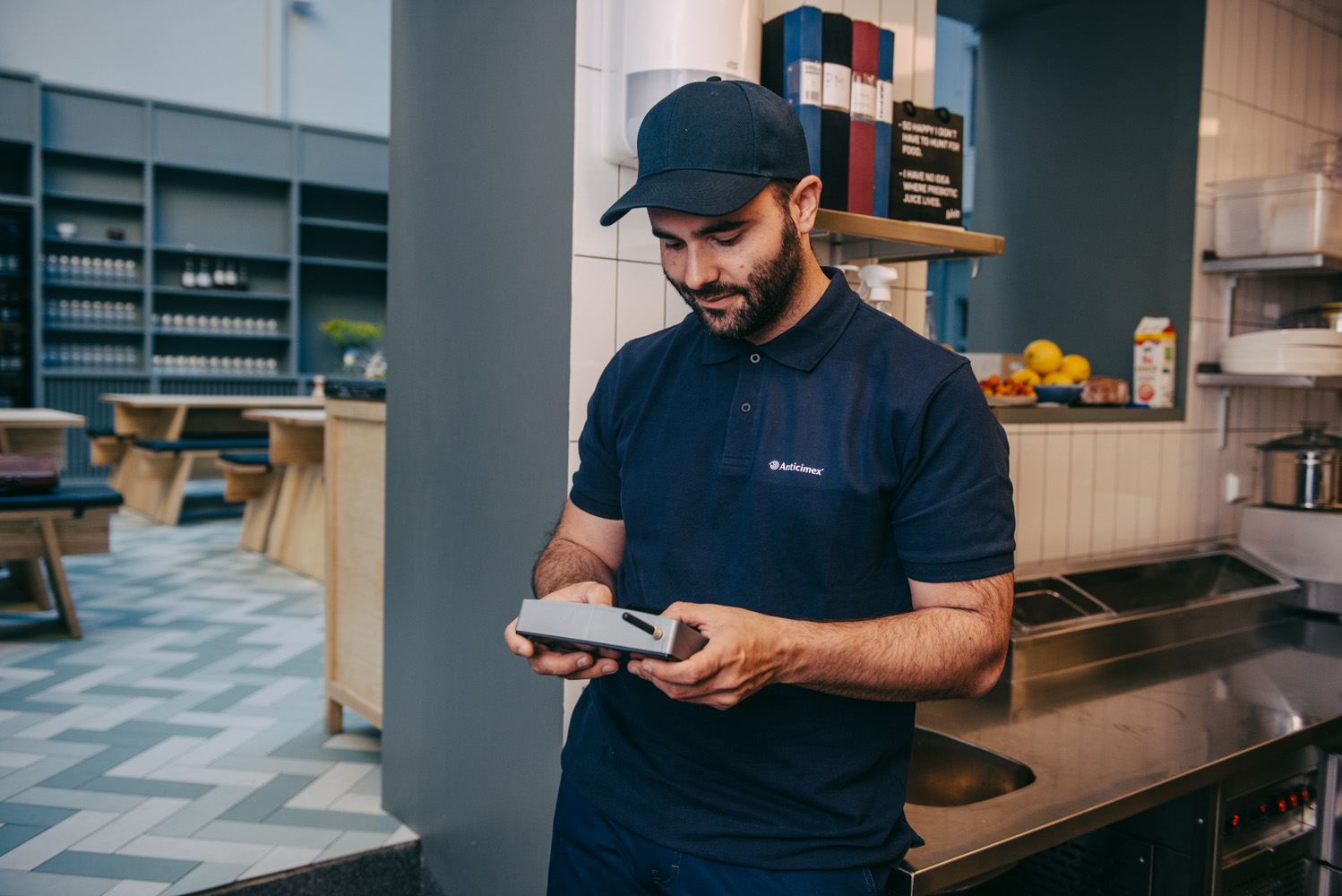
Anticimex SMART är ett system som spårar råttor med hjälp av sensorer och skickar informationen till skadedjurstekniker.